# Metro (album)
1969-ben jelent meg a Metro együttes első és egyetlen stúdióalbuma, a Metro. Ez volt az együttes klasszikus felállásának egyetlen nagylemeze, melynek megjelenése után Schöck Ottó kilépett a zenekarból. A lemez első bakelites változata monó volt, amely citromsárga színű Qualiton-os címkével jelent meg. Ezután adta ki a Qualiton az album sztereó változatát, mely szintén citromsárga színű lemezcímkével került a boltokba.

## Az album dalai
Az album dalait Schöck Ottó és Sztevanovity Dusán írta, kivéve azokat, melyek szerzői jelölve vannak.

### A oldal
1. Ülök egy rózsaszínű kádban
2. Okos szamár
3. Szobrok (Régi kép, szobrok)
4. Felmásztam egy jó nagy fára (Frenreisz Károly/Brunner Győző)
5. Fekete Pál
6. Hazárdjáték

### B oldal
1. Citromízű banán (Frenreisz Károly/Sztevanovity Dusán)
2. Ne szólj rám
3. Egy szót se szólj
4. A pénz (Frenreisz Károly/Brunner Győző)
5. Mária volt (Sztevanovity Zorán/Sztevanovity Dusán)
6. Elfogyott a só (Sztevanovity Zorán/Sztevanovity Dusán)

### Bónuszdalok a 2000-es kiadáson
Az album 2000-es CD-kiadására 1963 és 1965 között készült angol nyelvű és instrumentális felvételek is felkerültek.
1. Smaragd (Deák Tamás)
2. Mit tegyek? (Pogány László/Martiny Lajos/Szenes Iván; Latzin Norbert átdolgozása)
3. Kozmosz (Pjotr Iljics Csajkovszkij; Sztevanovity Zorán feldolgozása)
4. Volgai hajósok dala (Népdal; Bokány Ferenc feldolgozása)
5. Old Man River (Jerome Kern)
6. Melody Blue (Deák Tamás/Hajnal I.)
7. Do Wah Diddy Diddy (Jeff Barry/Ellie Greenwich)
8. Pretty Woman (Roy Orbison/Bill Dees)
9. Keep Searchin’ (Del Shannon)
10. The Rise and Fall of Flingel Bunt (Welch/Marvin/Bennet/Rostill)
11. Help (John Lennon/Paul McCartney)
12. So Mistifying (Ray Davies)

## Kiadások
| Év   | Kiadó            | Formátum | Sorszám               | Megjegyzések                      |
| ---- | ---------------- | -------- | --------------------- | --------------------------------- |
| 1969 | MHV Qualiton     | LP       | SLPX 17397            |                                   |
| 1992 | Hungaroton Mega  | LP       | SLPM 37612 (92/M-042) | A Metro együttes összes felvétele |
| 2000 | Hungaroton Mambo | CD       | HCD 17397             |                                   |

## Közreműködők
- Sztevanovity Zorán – ének, vokál, gitár, harang
- Sztevanovity Dusán – ritmusgitár
- Frenreisz Károly – ének, vokál, basszusgitár, szaxofon, klarinét, marimba
- Schöck Ottó – billentyűs hangszerek, vokál
- Brunner Győző – dob, ütőhangszerek
- Sebestyén Ernő vonósnégyese

### A bónuszdalokon
- Sztevanovity Zorán – ének, gitár
- Sztevanovity Dusán – gitár, vokál
- Latzin Norbert – zongora
- Deák Tamás – trombita
- Bálint István – dob, ütőhangszerek
- Harmónia vokál – vokál
- Bokány Ferenc – basszusgitár, vokál
- Zentai Antal – szaxofon, harmónium
- Brunner Győző – dob, ütőhangszerek

### Produkció
- Radányi Endre – hangmérnök
- Antal Dóra – zenei rendező
- Alapfy Attila – borítófotó
- Mester Miklós – borítógrafika
- Sajdik Ferenc – karikatúra

## Külső hivatkozások
- Információk Zorán honlapján
- Információk a Hungaroton honlapján
- Porosz Péter recenziója